# Invincible (film, 2006)
Pour les articles homonymes, voir Invincible.
Pour plus de détails, voir Fiche technique et Distribution.
Invincible est un film américain d'Ericson Core sorti en 2006. Inspiré de l'histoire vraie de Vince Papale.

## Histoire

### Celle du film
L'histoire vraie, mais romancée, de Vince Papale, fan de football américain de 30 ans issu de milieu modeste, qui, en 1976, rejoint l'équipe de son cœur : les Philadelphia Eagles. Il évoluera au poste de Wide Receiver.

### Différences vis-à-vis de la véritable histoire
Contrairement au scénario proposé par le film, Papale a en réalité joué en tant que semi-professionnel au football américain pendant plusieurs années, tout d'abord avec les Aston Green Knights de la Seaboard Football League et ensuite avec les Philadelphia Bell de la World Football League.
Entre autres, les Eagles n'ont jamais organisé d'essais ouverts - celui auquel Papale a en fait participé était réservé à des joueurs sur invitation uniquement.

## Fiche technique
- Réalisation : Ericson Core
- Scénario : Brad Gann
- Montage : Gerald B. Greenberg
- Musique : Mark Isham
- Production : Gordon Gray et Mark Ciardi
- Société de production : Walt Disney Pictures
- Langue : anglais
- Durée : 104 minutes
- Dates de sortie : États-Unis : 25 août 2006

## Distribution
- Mark Wahlberg (V. F. : Alexandre Gillet ; V. Q. : Patrice Dubois) : Vince Papale
- Greg Kinnear (V. F. : Damien Boisseau ; V. Q. : Tristan Harvey) : Dick Vermeil
- Michael Nouri (V. Q. : François L'Écuyer) : Leonard Tose
- Elizabeth Banks (V. Q. : Viviane Pacal) : Janet Cantwell-Papale
- Kevin Conway (V. Q. : Benoit Rousseau) : Frank Papale
- Kirk Acevedo (V. Q. : Louis-Philippe Dandenault) : Tommy
- Jack Kehler (V. Q. : Jean-Jacques Lamothe) : Wade Chambers
- Paige Turco (V. Q. : Nathalie Coupal) : Carol Vermeil
- Stink Fisher : Denny Franks
- Michael Kelly (V. Q. : Gilbert Lachance) : Pete
- Michael Rispoli (V. Q. : François L'Écuyer) : Max Cantwell
- Dov Davidoff (V. Q. : Stéphane Rivard) : Johnny
- Sal Darigo : Mick

 Source et légende : version française (VF) sur RS Doublage
 Source et légende : version québécoise (VQ) sur Doublage.qc.ca

## Box-office
Le weekend de sa sortie, le film enregistrait déjà 17 031 122 dollars de recettes aux États-Unis. Finalement le film aura enregistré des recettes de 57 806 952 dollars dans le pays et seulement 673 876 dollars dans le reste du monde.